# Palpopleura deceptor
Palpopleura deceptor är en trollsländeart som först beskrevs av Philip Powell Calvert 1899.  Palpopleura deceptor ingår i släktet Palpopleura och familjen segeltrollsländor. IUCN kategoriserar arten globalt som livskraftig. Inga underarter finns listade i Catalogue of Life.